# Львов, Павел Юрьевич
Павел Юрьевич Львов (1770—1825) — русский прозаик; член Российской Академии (1804), Беседы любителей русского слова и Общества истории и древностей российских.

## Биография
Происходил из рязанских дворян. Родился 1 (12) января 1770 года. Воспитывался в Московском университетском пансионе. Службу начал в гвардии, а впоследствии перешёл на гражданскую службу и был несколько лет губернским прокурором в Санкт-Петербурге.
Львов находился в переписке со многими знаменитыми русскими писателями, особенно пользовался благорасположением Гаврилы Державина, который более других одобрял труды Львова на пользу отечественного слова. Львов отличался редким даром красноречия. Он был ярким представителем сентиментального направления.
Михаил Гаспаров о нем пишет: "преимущественно известен как сочинитель сентиментальных повестей («Российская Памела», 1789; «Роза и Любим», 1790 и др.) и риторических сочинений по русской истории («Храм славы российских героев», 1803, и др.)".
Умер 31 мая (12 июня) 1825 года.

## Труды
Его труды следующие:
- «Приятные минуты трудолюбца», с франц. (соч. Геснера, Дарата, Леонарда и Флориана, СПб., 1788)
- «Российская Памела, или История Марии, добродетельной поселянки» (2 ч., СПб., 1789 и 1794 гг.), роман написан в подражание «Памеле» английского писателя Сэмюэля Ричардсона и представляет собой утопию: благоденствующее общество на основе народовластия и всеобщего равенства, «золотой век».
- «Храм славы», перев. с франц. (поэма Попе; СПб., 1790)
- «Храм истины, или Видение Сезостриса, царя египетского» (СПб., 1790)
- «Роза и Любим», сельская повесть (СПб., 1790)
- «Алексис», пастушеская повесть, перев. из соч. Леонарда (СПб., 1796)
- «Александр и Юлия», истинная повесть (СПб., 1801)
- «Храм славы российских героев времён Гостомысла до царствования Романовых» (СПб., 1803); в 1822 году вышло новое издание этой книги под названием: «Храм славы великих Россиян»
- «Картина славянской древности» (СПб., 1803), написаны в подражание «Песням амазонок» Х. Ф. Вейсе
- «Нума Помпилий — Александру I» (СПб., 1802, 1803)
- «Похвальное слово царю Алексею Михайловичу» (СПб., 1810, 1811); это слово было прочитано в Российской Академии и удостоено ею золотой медали (1806)
- «Пожарский и Минин, спасители отечества» (СПб., 1810)
- «Избрание на царство Михаила Фёдоровича Романова» (СПб., 1812)
- «Лукьян Степанович Стрешнев» (СПб., 1813)
- «Боярин Матвеев» (СПб., 1815)
- «Великий князь Ярослав на берегах Волги, повествование о построении Ярославля» (М., 1820)
- «Дедовские кресла», русская быль (М., 1820)
- «Достопамятное повествование о великих государях и знаменитых боярах XVII в.» (М., 1821).
- «Повесть о  Мстиславе I Володимировиче» (М., 1822)
- «Храм славы великих россиян. Ч. 1.» (М., 1822)

Кроме того, Львовым было помещено много сочинений в разных журналах, начиная с «Зеркала Света» и «Собеседника» до «Северного архива», в котором напечатана его «История Смоленского корпуса»; в «Отечественных записках» помещено также несколько отрывков из его «Истории Мариинского канала».